# Golden Globe 2006
La 63ª edizione della cerimonia di premiazione di Golden Globe si è tenuta il 16 gennaio 2006 al Beverly Hilton Hotel di Beverly Hills, California.
Dakota Johnson, figlia di Melanie Griffith e Don Johnson, è stata la Golden Globe Ambassador dell'edizione.

## Premi per il cinema
Vengono di seguito indicati in grassetto i vincitori.
Ove ricorrente e disponibile, viene indicato il titolo in lingua italiana e quello in lingua originale tra parentesi.

### Miglior film drammatico
- I segreti di Brokeback Mountain (Brokeback Mountain), regia di Ang Lee
- The Constant Gardener - La cospirazione (The Constant Gardener), regia di Fernando Meirelles
- Good Night, and Good Luck., regia di George Clooney
- Match Point, regia di Woody Allen
- Munich, regia di Steven Spielberg

### Miglior film commedia o musicale
- Quando l'amore brucia l'anima (Walk the Line), regia di James Mangold
- Lady Henderson presenta (Mrs. Henderson Presents), regia di Stephen Frears
- Orgoglio e pregiudizio (Pride & Prejudice), regia di Joe Wright
- The Producers - Una gaia commedia neonazista (The Producers), regia di Susan Stroman
- Il calamaro e la balena (The Squid and the Whale), regia di Noah Baumbach

### Miglior regista
- Ang Lee - I segreti di Brokeback Mountain (Brokeback Mountain)
- Woody Allen - Match Point
- George Clooney - Good Night, and Good Luck.
- Fernando Meirelles - The Constant Gardener - La cospirazione (The Constant Gardener)
- Steven Spielberg - Munich
- Peter Jackson - King Kong

### Miglior attore in un film drammatico
- Philip Seymour Hoffman - Truman Capote - A sangue freddo (Capote)
- Russell Crowe - Cinderella Man - Una ragione per lottare (Cinderella Man)
- Terrence Howard - Hustle & Flow (Hustle & Flow)
- Heath Ledger - I segreti di Brokeback Mountain (Brokeback Mountain)
- David Strathairn - Good Night, and Good Luck. (Good Night, and Good Luck.)

### Migliore attrice in un film drammatico
- Felicity Huffman - Transamerica (Transamerica)
- Maria Bello - A History of Violence (A History of Violence)
- Gwyneth Paltrow - Proof - La prova (Proof)
- Charlize Theron - North Country - Storia di Josey (North Country)
- Ziyi Zhang - Memorie di una geisha (Memoirs of a Geisha)

### Miglior attore in un film commedia o musicale
- Joaquin Phoenix - Quando l'amore brucia l'anima (Walk the Line)
- Pierce Brosnan - The Matador (The Matador)
- Jeff Daniels - Il calamaro e la balena (The Squid and the Whale)
- Johnny Depp - La fabbrica di cioccolato (Charlie and the Chocolate Factory)
- Nathan Lane - The Producers - Una gaia commedia neonazista (The Producers)
- Cillian Murphy - Breakfast on Pluto (Breakfast on Pluto)

### Migliore attrice in un film commedia o musicale
- Reese Witherspoon - Quando l'amore brucia l'anima (Walk the Line)
- Judi Dench - Lady Henderson presenta (Mrs. Henderson Presents)
- Keira Knightley - Orgoglio e pregiudizio (Pride & Prejudice)
- Laura Linney - Il calamaro e la balena (The Squid and the Whale)
- Sarah Jessica Parker - La neve nel cuore (The Family Stone)

### Miglior attore non protagonista
- George Clooney - Syriana
- Matt Dillon - Crash - Contatto fisico (Crash)
- Paul Giamatti - Cinderella Man - Una ragione per lottare (Cinderella Man)
- Will Ferrell - The Producers - Una gaia commedia neonazista (The Producers)
- Bob Hoskins - Lady Henderson presenta (Mrs. Henderson Presents)

### Migliore attrice non protagonista
- Rachel Weisz - The Constant Gardener - La cospirazione (The Constant Gardener)
- Scarlett Johansson - Match Point
- Shirley Maclaine - In Her Shoes - Se fossi lei (In Her Shoes)
- Frances McDormand - North Country - Storia di Josey (North Country)
- Michelle Williams - I segreti di Brokeback Mountain (Brokeback Mountain)

### Migliore sceneggiatura
- Larry McMurtry e Diana Ossana - I segreti di Brokeback Mountain (Brokeback Mountain)
- Woody Allen - Match Point
- George Clooney e Grant Heslov - Good Night, and Good Luck. (Good Night, and Good Luck.)
- Paul Haggis e Bobby Moresco - Crash - Contatto fisico (Crash)
- Tony Kushner e Eric Roth - Munich

### Migliore colonna sonora originale
- John Williams - Memorie di una geisha (Memoirs of a Geisha)
- Harry Gregson-Williams - Le cronache di Narnia - Il leone, la strega e l'armadio (The Chronicles of Narnia: The Lion, the Witch and the Wardrobe)
- James Newton Howard - King Kong (King Kong)
- Alexandre Desplat - Syriana (Syriana)
- Gustavo Santaolalla - I segreti di Brokeback Mountain (Brokeback Mountain)

### Migliore canzone originale
- A Love That Will Never Grow Old, musica di Gustavo Santaolalla e parole di Bernie Taupin - I segreti di Brokeback Mountain (Brokeback Mountain)
- Christmas in Love, musica di Tony Renis e parole di Marva Jan Marrow  - Christmas in Love (Christmas in Love)
- There's Nothing Like a Show on Broadway, parole e musica di Mel Brooks - The Producers - Una gaia commedia neonazista (The Producers)
- Travelin' Thru, parole e musica di Dolly Parton - Transamerica (Transamerica)
- Wunderkind, parole e musica di Alanis Morissette - Le cronache di Narnia - Il leone, la strega e l'armadio (The Chronicles of Narnia: The Lion, the Witch and the Wardrobe)

### Miglior film straniero
- Paradise Now (Paradise Now), regia di Hany Abu-Assad (Palestina)
- Joyeux Noël (Joyeux Noël), regia di Christian Carion (Francia)
- Kung Fusion (Kung Fu Hustle), regia di Stephen Chow (Cina)
- The Promise, regia di Chen Kaige (Cina)
- Il suo nome è Tsotsi (Tsotsi), regia di Gavin Hood (Sudafrica)

## Premi per la televisione
Vengono di seguito indicati in grassetto i vincitori. Ove ricorrente e disponibile, viene indicato il titolo in lingua italiana e quello in lingua originale tra parentesi.

### Miglior serie drammatica
- Lost
- Una donna alla Casa Bianca (Commander-In-Chief)
- Grey's Anatomy
- Prison Break
- Roma (Rome)

### Miglior serie commedia o musicale
- Desperate Housewives - I segreti di Wisteria Lane (Desperate Housewives)
- Curb Your Enthusiasm (Curb Your Enthusiasm)
- Entourage (Entourage)
- Everybody Hates Chris (Everybody Hates Chris)
- My Name Is Earl (My Name Is Earl)
- Weeds (Weeds)

### Miglior mini-serie o film per la televisione
- Le cascate del cuore (Empire Falls), regia di Fred Schepisi
- Into The West (Into The West), regia di Robert Dornhelm e Sergio Mimica-Gezzan
- Lackawanna Blues (Lackawanna Blues), regia di George C. Wolfe
- Sleeper Cell (Sleeper Cell), regia di Ethan Reiff e Cyrus Voris
- Viva Blackpool (Viva Blackpool), regia di Julie Anne Robinson
- F.D. Roosevelt: un uomo, un presidente (Warm Springs), regia di Joseph Sargent

### Miglior attore in una serie drammatica
- Hugh Laurie - Dr. House - Medical Division (House, M. D.)
- Patrick Dempsey - Grey's Anatomy
- Matthew Fox - Lost
- Wentworth Miller - Prison Break (Prison Break)
- Kiefer Sutherland - 24 (24)

### Miglior attore in una serie commedia o musicale
- Steve Carell - The Office (The Office)
- Zach Braff - Scrubs (Scrubs)
- Larry David - Curb Your Enthusiasm (Curb Your Enthusiasm)
- Jason Lee - My Name Is Earl (My Name Is Earl)
- Charlie Sheen - Two And A Half Men (Two And A Half Men)

### Miglior attore in una mini-serie o film per la televisione
- Jonathan Rhys-Meyers - Elvis (Elvis)
- Kenneth Branagh - F.D. Roosevelt: un uomo, un presidente (Warm Springs)
- Ed Harris - Le cascate del cuore (Empire Falls)
- Bill Nighy - La ragazza nel caffè (The Girl In The Cafe)
- Donald Sutherland - Human Trafficking (Human Trafficking)

### Miglior attrice in una serie drammatica
- Geena Davis - Una donna alla Casa Bianca (Commander-In-Chief)
- Patricia Arquette - Medium (Medium)
- Glenn Close - The Shield (The Shield)
- Kyra Sedgwick - The Closer (The Closer)
- Polly Walker - Roma (Rome)

### Miglior attrice in una serie commedia o musicale
- Mary-Louise Parker - Weeds (Weeds)
- Marcia Cross - Desperate Housewives - I segreti di Wisteria Lane (Desperate Housewives)
- Teri Hatcher - Desperate Housewives - I segreti di Wisteria Lane (Desperate Housewives)
- Felicity Huffman - Desperate Housewives - I segreti di Wisteria Lane (Desperate Housewives)
- Eva Longoria - Desperate Housewives - I segreti di Wisteria Lane (Desperate Housewives)

### Miglior attrice in una mini-serie o film per la televisione
- S. Epatha Merkerson - Lackawanna Blues (Lackawanna Blues)
- Halle Berry - Con gli occhi rivolti al cielo (Their Eyes Were Watching God)
- Kelly Macdonald - La ragazza nel caffè (The Girl In The Cafe)
- Cynthia Nixon - F.D. Roosevelt: un uomo, un presidente (Warm Springs)
- Mira Sorvino - Human Trafficking (Human Trafficking)

### Miglior attore non protagonista in una serie
- Paul Newman - Le cascate del cuore (Empire Falls)
- Naveen Andrews - Lost
- Jeremy Piven - Entourage
- Randy Quaid - Elvis
- Donald Sutherland - Una donna alla Casa Bianca (Commander-In-Chief)

### Miglior attrice non protagonista in una serie
- Sandra Oh - Grey's Anatomy (Grey's Anatomy)
- Candice Bergen - Boston Legal (Boston Legal)
- Camryn Manheim - Elvis (Elvis)
- Elizabeth Perkins - Weeds (Weeds)
- Joanne Woodward - Le cascate del cuore (Empire Falls)

## Premi onorari
- Golden Globe alla carriera: Anthony Hopkins